# Доріва
Доріва (порт. Doriva, нар. 28 травня 1972, Ньяндеара) — бразильський футболіст, що грав на позиції півзахисника.

## Клубна кар'єра

### Початок кар'єри
Народився 28 травня 1972 року в місті Ньяндеара. Вихованець футбольної школи клубу «Сан-Паулу». Доріва розпочав свою футбольну кар'єру в «Сан-Паулу» у 1991 році під керівництвом відомого бразильського тренера Теле Сантана. Наступні два сезони для отримання ігрової практики Доріва на правах оренди провів у клубах «Анаполіна» та «Гоянія». Повернувшись у «Сан-Паулу» в 1993 році і нарешті пробившись в основу, Доріва виграв у його складі Кубок Лібертадорес та Міжконтинентальний кубок, а також виборов титул володаря Суперкубка Лібертадорес і двічі ставав переможцем Рекопи Південної Америки.
На наступний сезон, в 1995 році, Доріва разом з іншими провідними гравцями «Сан-Паулу» перейшов у клуб «XV ді Новембро» з Серії С, який був куплений президентом найбільшої південноамериканської авіакомпанії TAM Airlines Ролімом Амаро.
Після року перебування в «XV ді Новембро» Доріва повернувся в еліту, підписавши контракт з Атлетіко Мінейро, де в 1997 році виграв Кубок КОНМЕБОЛ.

### «Порту» та «Сампдорія»
В січні 1998 року Доріва перейшов з «Атлетіко Мінейро» в «Порту», уклавши з португальським клубом 4-річний контракт. Сума угоди склала близько 4 млн доларів.
20 грудня 1998 року в матчі з лісабонським «Спортінгом» Доріва оформив перший і єдиний хет-трик у кар'єрі, тричі вразивши ворота суперника зі штрафних ударів, і тим самим забезпечив своїй команді перемогу з рахунком 3:2. Всього за «драконів» Доріва зіграв 30 матчів у чемпіонаті і виграв чемпіонат та Кубок Португалії.
На початку 1999 року бразилець перейшов до «Сампдорії». Дебютував в італійському вищому дивізіоні 24 січня 1999 року в грі проти «Удінезе», і до кінця сезону зіграв 17 матчів у Серії А і забив один гол, проте за його результатами клуб зайняв 16 місце і вилетів до Серії В. Тим не менш у наступному сезоні Доріва брав участь другому дивізіоні, зігравши у 37 матчах чемпіонату.

### «Сельта»
У липні 2000 року Доріва на правах вільного агента перейшов до іспанської «Сельти». Перші матчі за «Сельту» Доріва провів у Кубку Інтертото, де зіграв важливу роль у перемозі своєї команди. Доріва швидко став твердим гравцем основи, а 20 грудня 2000 року забив свій перший м'яч у складі «Сельти» у гостьовому поєдинку з «Нумансією», хоча це і не допомогло його команді уникнути поразки (2:4). У січні 2001 року бразилець отримав серйозну травму, що вибила його з ладу на чотири місяці, і з'явився на полі лише у двох заключних матчах чемпіонату.
У сезоні 2001/02 Доріва втратив місце в основному складі «Сельти», зігравши в загальній складності лише 16 матчів, переважно виходячи на заміну. У першій половині сезону 2002/03 Доріва і зовсім зіграв лише одну гру у Кубку Іспанії.

### «Мідлсбро»
У січні 2003 року Доріва був підписаний головним тренером «Мідлсбро» Стівом Маклареном на правах оренди з «Сельти». Він дебютував за клуб 5 квітня 2003 року в переможній грі проти «Вест Бромвіч Альбіона» (3:0). Зігравши за підсумками сезону 5 матчів, 21 липня 2003 року Доріва підписав однорічний контракт з «Мідлсбро».
У своєму першому повноцінному сезоні за «Мідлсбро» Доріва став основним партнером Джорджа Боатенга у центрі півзахисту, проте потім серйозну конкуренцію йому стали складати молодий Стюарт Даунінг і Будевейн Зенден, який перекваліфіковувався в центрального півзахисника з вінгера. 29 лютого 2004 року Доріва вийшов у стартовому складі «Мідлсбро» у фінальному матчі Кубка англійської ліги проти «Болтона» на легендарному Мілленіумі та допоміг своїй команді здобути перемогу 2:1 і виграти перший професійний трофей.
Свій єдиний гол за «річників» Доріва забив 8 січня 2005 року у матчі 3-го раунду Кубка Англії проти «Ноттс Каунті» (2:1), зрівнявши рахунок на 54-й хвилині зустрічі.
У 2005 році Доріва на один рік продовжив контракт з «Мідлсбро», а в липні 2006 року залишив команду.

### Повернення в Бразилію
Після відходу з «Мідлсбро» в липні 2006 року Доріва підписав контракт з «Блекпулом», який виступав у той час у Лізі 1, але так і не зіграв за «приморців» жодного матчу.
У січні 2007 року Доріва повернувся до Бразилії і уклав контракт з клубом «Америка» (Сан-Жозе-ду-Ріу-Прету), після чого у нього виявили проблеми із серцем. Батько і дід Доріви померли від серцевих захворювань, тому він вирішив піти з гри.
Подальші тести показали, що діагноз був поставлений некоректно і Доріва може продовжувати грати у футбол, але він вирішив не відновлювати кар'єру.

## Виступи за збірну
17 травня 1995 року дебютував в офіційних матчах у складі національної збірної Бразилії в товариській грі з Ізраїлем. Більшу частину своєї міжнародної кар'єри Доріва провів як дублер капітана збірної Бразилії Карлоса Дунги, який виступав на тій же позиції.
У складі збірної Доріва вигравав  Кубок конфедерацій 1997 року у Саудівській Аравії, ставав бронзовим призером Золотого кубка КОНКАКАФ 1998 року у США та фіналістом чемпіонату світу 1998 року у Франції. На «мундіалі» Доріва зіграв лише одну гру, з'явившись на полі у другому матчі групового етапу зі збірною Марокко, вийшовши на заміну на 68-й хвилині замість Сезара Сампайо.
Всього протягом кар'єри у національній команді, яка тривала 4 роки, провів у формі головної команди країни 12 матчів.

## Тренерська кар'єра
Після відходу на пенсію у 2009 році Доріва був найнятий президентом «Ітуано» і колишнім товаришем по команді Жунінью Паулістою; Спочатку Доріва працював менеджером молодіжних команд, згодом він став помічником головного тренера, а у 2013 році був призначений головним тренером «Ітуано». Він привів команду до перемоги в Лізі Пауліста, вигравши титул по пенальті у «Сантоса».
16 червня 2014 року Доріва був призначений головним тренером «Атлетіко Паранаенсе», але був звільнений вже через два місяці.
14 грудня 2014 року став головним тренером «Васко да Гами». 4 серпня, після виграшу Ліги Каріоки, Доріва був названий новим тренером клубу «Понте-Прета» , але вже 7 жовтня він розірвав контракт і перейшов у «Сан-Паулу».
У грудні 2015 року Доріва був представлений новим головним тренером «Баїї» із завданням повернути клуб назад до Серії А. 18 червня 2016 року після поразки від «Лондріни» Доріва був звільнений з клубу.
12 серпня 2016 року бразильський фахівець був призначений головним тренером «Санта-Круза» (Ресіфі). 20 жовтня 2016 року, через день після домашнього матчу 32-го туру чемпіонату Бразилії 2016 з «Ботафого» (0:1), розірвав контракт з клубом за взаємною згодою.

## Статистика
| Чемпіонат  | Чемпіонат          | Чемпіонат     | Ліга | Ліга |
| Сезон      | Клуб               | Ліга          | Ігри | Голи |
| Бразилія   | Бразилія           | Бразилія      | Ліга | Ліга |
| ---------- | ------------------ | ------------- | ---- | ---- |
| 1993       | «Сан-Паулу»        | Серія A       | 12   | 0    |
| 1994       | «Сан-Паулу»        | Серія A       | 21   | 0    |
| 1995       | «XV ді Новембро»   | Серія С       | ?    | ?    |
| 1995       | «Атлетіко Мінейру» | Серія A       | 11   | 1    |
| 1996       | «Атлетіко Мінейру» | Серія A       | 24   | 0    |
| 1997       | «Атлетіко Мінейру» | Серія A       | 24   | 0    |
| Португалія | Португалія         | Португалія    | Ліга | Ліга |
| 1997-98    | «Порту»            | Прімейра-Ліга | 13   | 1    |
| 1998-99    | «Порту»            | Прімейра-Ліга | 17   | 4    |
| Італія     | Італія             | Італія        | Ліга | Ліга |
| 1998-99    | «Сампдорія»        | Серія A       | 17   | 1    |
| 1999-00    | «Сампдорія»        | Серія B       | 37   | 3    |
| Іспанія    | Іспанія            | Іспанія       | Ліга | Ліга |
| 2000-01    | «Сельта Віго»      | Ла Ліга       | 17   | 1    |
| 2001-02    | «Сельта Віго»      | Ла Ліга       | 14   | 0    |
| 2002-03    | «Сельта Віго»      | Ла Ліга       | 3    | 0    |
| Англія     | Англія             | Англія        | Ліга | Ліга |
| 2002-03    | «Мідлсбро»         | Прем'єр-ліга  | 5    | 0    |
| 2003-04    | «Мідлсбро»         | Прем'єр-ліга  | 21   | 0    |
| 2004-05    | «Мідлсбро»         | Прем'єр-ліга  | 26   | 0    |
| 2005-06    | «Мідлсбро»         | Прем'єр-ліга  | 27   | 0    |
| 2006-07    | «Блекпул»          | Перша ліга    | 0    | 0    |
| Бразилія   | Бразилія           | Бразилія      | Ліга | Ліга |
| 2007       | «Америка» (СП)     |               | ?    | ?    |
| 2007       | «Мірасол»          |               | ?    | ?    |
| Країна     | Бразилія           | Бразилія      | 92   | 1    |
| Країна     | Португалія         | Португалія    | 30   | 5    |
| Країна     | Італія             | Італія        | 54   | 4    |
| Країна     | Іспанія            | Іспанія       | 34   | 1    |
| Країна     | Англія             | Англія        | 79   | 0    |
| Всього     | Всього             | Всього        | 289  | 11   |

| Збірна Бразилії | Збірна Бразилії | Збірна Бразилії |
| Роки            | Ігри            | Голи            |
| --------------- | --------------- | --------------- |
| 1995            | 2               | 0               |
| 1996            | 1               | 0               |
| 1997            | 4               | 0               |
| 1998            | 5               | 0               |
| Всього          | 12              | 0               |

## Титули і досягнення
| - Володар Кубка Лібертадорес (1): «Сан-Паулу»: 1993 - Володар Суперкубка Лібертадорес (1): «Сан-Паулу»: 1993 - Переможець Рекопи Південної Америки (2): «Сан-Паулу»: 1993, 1994 - Володар Міжконтинентального кубка (1): «Сан-Паулу»: 1993 - Володар Кубка КОНМЕБОЛ (2): «Сан-Паулу»: 1994 «Атлетіко Мінейру»: 1997 - Чемпіон Португалії (1): «Порту»: 1997–98 - Володар Кубка Португалії (1): «Порту»: 1997–98 - Володар Суперкубка Португалії з футболу (1): «Порту»: 1998 - Володар Кубка Інтертото (1): «Сельта Віго»: 2000 - Володар Кубка Футбольної ліги (1): «Мідлсбро»: 2003–04 - Володар Кубка Конфедерацій (1): Бразилія: 1997 - Віце-чемпіон світу: 1998 - Бронзовий призер Золотого кубка КОНКАКАФ: 1998 | - Переможець Ліги Пауліста (1): «Ітуано»: 2014 - Переможець Ліги Каріока (1): «Васко да Гама»: 2015 - Володар Срібного м'яча Бразилії: 1997 |